# Campeonato Mundial de Tiro de 1910
El XIV Campeonato Mundial de Tiro se celebró en La Haya (Países Bajos) en el año 1910 bajo la organización de la Federación Internacional de Tiro Deportivo (ISSF) y la Real Asociación Neerlandesa de Tiradores.

## Resultados

### Masculino
| Evento                             | Oro                              | Plata                              | Bronce                                          |
| ---------------------------------- | -------------------------------- | ---------------------------------- | ----------------------------------------------- |
| Rifle 3 posiciones 300 m           | Jean Reich · Suiza · 1018 pts.   | Konrad Stäheli · Suiza · 1016 pts. | Charles Paumier du Verger · Bélgica · 1004 pts. |
| Rifle 3 posiciones 300 m (equipos) | Suiza · 4918                     | Francia 4844                       | Bélgica · 4786                                  |
| Rifle en pos. tendida 300 m        | Achille Paroche Francia 352      | Jean Reich · Suiza · 351           | Charles Paumier du Verger · Bélgica · 349       |
| Rifle en pos. de rodillas 300 m    | Konrad Stäheli · Suiza · 363     | Caspar Widmer · Suiza · 351        | Jean Reich · Suiza · 339                        |
| Rifle en pos. de pie 300 m         | Jean Reich · Suiza · 328         | Emil Pachmayer Alemania 325        | Charles Paumier du Verger · Bélgica · 322       |
| Pistola 50 m                       | Paul Van Asbroek · Bélgica · 528 | Eduard Ehricht Alemania 523        | Charles Paumier du Verger · Bélgica · 518       |
| Pistola 50 m (equipos)             | Bélgica · 2480                   | Italia 2459                        | Alemania 2428                                   |

## Medallero
| Núm. | País     | Oro | Plata | Bronce | Total |
| ---- | -------- | --- | ----- | ------ | ----- |
| 1    | Suiza    | 4   | 3     | 1      | 8     |
| 2    | Bélgica  | 2   | 0     | 5      | 7     |
| 3    | Francia  | 1   | 1     | 0      | 2     |
| 4    | Alemania | 0   | 2     | 1      | 3     |
| 5    | Italia   | 0   | 1     | 0      | 1     |
|      | TOTAL    | 7   | 7     | 7      | 21    |